# Brotherella tenuirostris
Brotherella tenuirostris là một loài Rêu trong họ Sematophyllaceae. Loài này được (Bruch & Schimp. ex Sull.) Broth. mô tả khoa học đầu tiên năm 1925.